# Боро Менков
Боро Менков (Куманово, 6. мај 1919 — Белановце, код Куманова, 14. октобар 1941), учесник Народноослободилачке борбе и народни херој Југославије.

## Биографија
Рођен је 6. маја 1919. године у Куманову, у сиромашној породици. После завршене основне школе, није имао материјалне услове за даљи наставак школовања. Постао је фризерски шегрт, изучио је занат и радио као фризерски радник. Био је један од организатора УРС-ових синдиката у Куманову и постао секретар синдикалне подружнице фризерских радника и члан међуструковног одбора УРС-а у граду.
Године 1936, руководио је штрајком фризерских радника. Штрајк је успео, али Боро неко бреме није могао да се запосли. Тражио је посао у Београду, али је успео да се запосли у Крагујевцу. Тамо је радио од 1936. до 1938. године и активно учествовао у револуционарном покрету града. Године 1940. постао је члан Комунистичке партије Југославије. Исте године се вратио у Македонију и у Скопљу отворио фризерску радњу. И у Скопљу се прикључио синдикалном покрету и учествовао у штрајковима. Полиција је више пута вршила претресе у његовој радњи и водила га у затвор.
Кад је последњи пут пуштен из затвора, отишао је у Куманово и тамо отворио нову радњу. Његова радња постала је окупљалиште левичарски оријетнисаних људи у граду, због чега је био под паском полиције.
Након избијања Априлског рата 1941. године, Боро је организовао прикупљање оружја и организовао припреме за устанак. Док је трајала борба Централног комитета КПЈ за уклањање пробугарски оријентисаног секретара Покрајинског комитета КПЈ за Македонију, Методија Шаторова, у Бориној кући је извесно време живео Лазар Колишевски, који ће касније постати нови секретар ПК КПЈ.
По почетку оружаног устанка 11. октобра 1941. године, Боро је постао командант Карадачког партизанског одреда. Са својом јединицом је кренуо према Карадаку да тамо делује, али је у тродневним борбама против бугарских окупатора погинуо 14. октобра код села Белановце.
Указом Президијума Народне скупштине Федеративне Народне Републике Југославије, 20. децембра 1951. године, проглашен је за народног хероја.